# F. David Peat

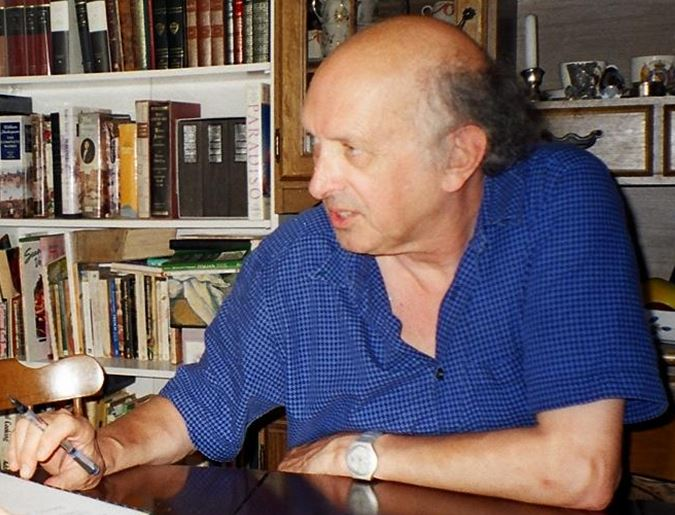
F. David Peat

Francis David Peat (* 18. April 1938 in Waterloo, Liverpool; † 6. Juni 2017) war ein britischer Physiker und Sachbuchautor.
Peat studierte Physik an der University of Liverpool mit dem Bachelor-Abschluss 1960, dem Master-Abschluss 1962 und der Promotion 1964. Als Wissenschaftler befasste er sich anfangs vor allem mit theoretischer Festkörperphysik und Molekülphysik. Ab 1965 war er Assistant Professor an der Queen’s University in Kingston, Ontario, und 1967 bis 1975 Forscher für den National Research Council of Canada. In dieser Zeit war er 1971/72 auch am Birkbeck College der Universität London bei David Bohm und Roger Penrose. Ab 1975 lebte er als Schriftsteller und ab 1996 in Pari in der Toskana, 25 km südöstlich von Siena. Er gründete dort das Pari Center for New Learning.
Er schrieb Bücher über Chaostheorie, Quantentheorie und die Ideen David Bohms dazu, mit dem er auch wissenschaftlich zusammenarbeitete und dessen Biographie er schrieb, über die Theorie der Synchronizität von Carl Gustav Jung und Kultur von Indianern Nordamerikas und andere Themen.
1990 bis 1992 war er Chairman der Abteilung Theoretische Physik beim Canadian Institute of Physics.

## Schriften
- mit David Bohm: Science, order and creativity, Bantam 1987, Routledge 2000
- Infinite Potential. The life and times of David Bohm, Addison-Wesley 1997
- Herausgeber mit Paul Buckley: Glimpsing Reality: ideas of physics and the link to biology, University of Toronto Press 1996
- mit John Briggs: Seven life lessons of chaos. Timeless wisdom from the science of change, Harper Collins 1999
- The blackwinged night. Creativity in nature and mind, Perseus Publ. 2000
- In search of Nikola Tesla, Ashgrove Press 2003
- Blackfoot physics: a journey into the native american universe, Phanes Press 1996
- Lighting the seventh fire: the spiritual ways, healing, and science of the Native American, Carol Publ. 1994
- The philosophers stone: chaos, synchronicity and the hidden order of the world, Bantam Books 1991
- Einstein´s moon: Bell´s theorem and the curious quest for quantum reality, Contemporary Books 1990
- Superstrings and the search for the theory of everything, Contemporary Books 1988
- Artificial intelligence – how machines think, Baen Enterprises/Simon and Schuster 1985
- mit John Briggs: Turbulent mirror – an illustrated guide to chaos theory and the science of wholeness, Harper and Row 1989
- Cold fusion. The making of a scientific discovery, Contemporary Books 1989
- mit Basil Hiley: Quantum implications – essays in honour of David Bohm, Routledge 1987
- mit John Briggs: The looking glass universe. The emerging science of wholeness, Cornerstone Library 1984
- Synchronicity. The bridge between matter and mind, Bantam Books 1987
- The nuclear book, Ottawa: Deneau and Greenberg 1979 (Sicherheit Kernenergie)
- From certainty to uncertainty: the story of science and ideas in the twentieth century, Washington D.C.: Joseph Henry Press 2002
- mit Paul  Buckley: A question of physics. Conversations in physics and biology, University of Toronto Press 1979 (Interviews mit Physikern und Biologen)
- The armchair guide to murder and detection, Deneau Publ. 1984